# Abdallah Mahamadou Aboussah
Abdallah Mahamadou Aboussah, né le 6 juin 1970, est un homme politique nigérien, député à l'Assemblée nationale.

## Biographie
Abdallah Mahamadou est élu député national lors des élections législatives de décembre 2020. Il est Secretaire General adjoint du bureau politique national du  Mouvement patriotique pour la République (MPR-Jamhuria). À l'Assemblée nationale, il préside le réseau parlementaire sur les changements climatiques et l'Environnement. Il est également président du groupe d'amitié Niger-Pakistan.
L'Assemblée nationale est dissoute à la suite du coup d'État du 26 juillet 2023.